# فرانسوا بوشومين
فرانسوا بوشومين هو لاعب هوكي جليد كندي، ولد في 4 يونيو 1980 في سوريل-تريسي في كندا.

## وصلات خارجية
- فرانسوا بوشومين على موقع دوري الهوكي الوطني (الإنجليزية)
- فرانسوا بوشومين على موقع قاعة مشاهير الهوكي (لاعب أن.إتش.أل) (الإنجليزية)
- فرانسوا بوشومين على موقع EliteProspects.com (الإنجليزية)
- فرانسوا بوشومين على موقع HockeyDB.com (الإنجليزية)
- فرانسوا بوشومين على موقع Hockey-Reference.com (الإنجليزية)